# Liste von Maschinenpistolen
Dies ist eine unvollständige Liste von Maschinenpistolen.
In die Liste werden nur seriengefertigte Maschinenpistolen aufgenommen, also keine Entwürfe, Prototypen oder Spezialanfertigungen. Ob eine Waffe in diese Liste aufgenommen wird, oder in die Liste von Maschinengewehren, soll dabei anhand der Einordnung im Artikel über die jeweilige Waffe erfolgen. Im Normalfall wird mit MPis Pistolen-Munition verschossen, mit MGs hingegen Gewehr-Munition. Bei Kurzpatronen gibt es einen fließenden Übergang zwischen den beiden Patronenarten, dann entscheidet der vorgesehene taktische Einsatz der Waffe als persönliche Waffe (MPi) oder als Gruppen-Waffe (MG).
Hinweis: Eine Übersicht von Handfeuerwaffen nach Typen, Anwendergruppen und alphabetischer Sortierung findet sich in der
* Liste der Handfeuerwaffen. Die
* Liste von Maschinenpistolen gemäß den Kennblättern fremden Geräts D 50/1 ist eine Sonderliste zu Beutewaffen der Wehrmacht.

## Liste
| Name                                               | Hersteller                                                  | Bild | Munition                                                                             | Land                                  | Jahr   |
| -------------------------------------------------- | ----------------------------------------------------------- | ---- | ------------------------------------------------------------------------------------ | ------------------------------------- | ------ |
| 2000                                               | Agram                                                       |      | 9 × 19 mm                                                                            | Jugoslawien Kroatien                  | 1990er |
| American-180                                       | Illinois Arms Company                                       |      | .22 lfB .22 Short Magnum                                                             | Vereinigte Staaten                    | 1960er |
| Armaguerra OG-43                                   | Società Anonima Revelli Manifattura Armiguerra              |      | 9 × 19 mm                                                                            | Italien                               |        |
| Arsenal-Maschinenpistole                           | Arsenal                                                     |      | 9 × 20 mm HR Browning                                                                | Estland                               | 1926   |
| ASALT 96                                           | Uzina Mecanică Sadu                                         |      | 9 × 19 mm                                                                            | Rumänien                              |        |
| Austen-Maschinenpistole                            | Diecasters W. T. Carmichael                                 |      | 9 × 19 mm                                                                            | Australien                            | 1942   |
| Bechowiec-1                                        | Bataliony Chłopskie                                         |      | 9 × 19 mm                                                                            | Polen                                 | 1943   |
| Borz                                               | Krasniy Molot, Grozny                                       |      | 9 × 18 mm                                                                            | Tschetschenische Republik Itschkerien | 1990er |
| B&T MP9                                            | B&T (ehemals Brügger & Thomet)                              |      | 9 × 19 mm                                                                            | Schweiz                               | 1992   |
| BSA experimental model 1949                        | Birmingham Small Arms                                       |      | 9 × 19 mm                                                                            | Vereinigtes Königreich                | 1940er |
| BSA Welgun                                         | Birmingham Small Arms                                       |      | 9 × 19 mm                                                                            | Vereinigtes Königreich                | 1942   |
| Calico M960                                        | Calico Light Weapons Systems                                |      | 9 × 19 mm                                                                            | Vereinigte Staaten                    | 1990   |
| Carl Gustaf M/45                                   | Carl Gustafs stads gevärsfaktori                            |      | 9 × 19 mm                                                                            | Schweden                              | 1944   |
| CETME C2                                           | CETME                                                       |      | 9 × 23 mm Largo                                                                      | Spanien                               | 1960er |
| CF-05                                              | Chongqing Changfeng                                         |      | 9 × 19 mm                                                                            | Volksrepublik China                   | 2005   |
| Chropi-GP10-Maschinenpistole                       | Chropi                                                      |      | 9 × 19 mm .45 ACP                                                                    | Griechenland                          | 1975   |
| Choroszmanów-Maschinenpistole                      | Grzegorz Choroszman                                         |      |                                                                                      | Polen                                 | 1943   |
| Claridge Hi-Tec/Goncz Pistol                       | Claridge Hi-Tec Inc.                                        |      | 9 × 19 mm                                                                            | Vereinigte Staaten                    | 1990   |
| Colt 9mm SMG                                       | Colt’s Manufacturing Company                                |      | 9 × 19 mm                                                                            | Vereinigte Staaten                    | 1982   |
| Colt SCAMP                                         | Henry A. Into                                               |      | .221 Remington Fireball                                                              | Vereinigte Staaten                    | 1971   |
| CZ Scorpion Evo 3                                  | Česká zbrojovka (Uherský Brod)                              |      | 9 × 19 mm                                                                            | Tschechien                            | 2009   |
| Daewoo Precision Industries K1                     | S&T Motiv                                                   |      | .223 Remington                                                                       | Südkorea                              | 1977   |
| Daewoo Precision Industries K7                     | S&T Motiv                                                   |      | 9 × 19 mm                                                                            | Südkorea                              | 1998   |
| FÉG 39M/43M                                        | FÉG                                                         |      | 9 × 25 mm                                                                            | Ungarn                                | 1930er |
| DUX-53                                             | Oviedo Military Arsenal                                     |      | 9 × 19 mm                                                                            | Spanien                               | 1953   |
| DUX-59                                             | Oviedo Military Arsenal                                     |      | 9 × 19 mm                                                                            | Spanien                               | 1959   |
| EDDA-Maschinenpistole                              |                                                             |      | .22 Winchester Magnum                                                                | Argentinien                           |        |
| EMP 44                                             | Erma Werke                                                  |      | 9 × 19 mm                                                                            | Deutsches Reich                       | 1942   |
| Erma EMP                                           | Erma Werke                                                  |      | 9 × 19 mm 9 × 23 mm Largo 7,63 × 25 mm                                               | Deutsches Reich                       | 1931   |
| Experimentelle Maschinenpistole Modell 2           |                                                             |      | 8 × 22 mm Nambu                                                                      | Japan                                 | 1935   |
| F1-Maschinenpistole                                | Lithgow Small Arms Factory                                  |      | 9 × 19 mm                                                                            | Australien                            | 1962   |
| FBP-Maschinenpistole                               | Fábrica de Braço de Prata                                   |      | 9 × 19 mm                                                                            | Portugal (Estado Novo)                | 1948   |
| Federal Engineering XC                             | Federal Engineering Corporation                             |      | .22 lfB 9 × 19 mm .45 ACP                                                            | Vereinigte Staaten                    | 1984   |
| Floro MK-9                                         | Floro International Corporation                             |      | 9 × 19 mm                                                                            | Philippinen                           | 1980er |
| FMK-3-Maschinenpistole                             | Fabricaciones Militares                                     |      | 9 × 19 mm                                                                            | Argentinien                           | 1974   |
| FNAB-43                                            | Fabbrica Nazionale d’Armi di Brescia                        |      | 9 × 19 mm                                                                            | Italien                               | 1943   |
| Franchi LF-57                                      | Luigi Franchi                                               |      | 9 × 19 mm                                                                            | Italien                               | 1956   |
| Hafdasa C-4                                        | Hispano Argentina de Automotives SA                         |      | 9 × 19 mm .45 ACP                                                                    | Argentinien                           | 1938   |
| Halcón M-1943                                      | Fábrica de armas Halcón                                     |      | 9 × 19 mm .45 ACP                                                                    | Argentinien                           | 1943   |
| Halcón ML-57                                       | Buenos Aires Halcon                                         |      | 9 × 19 mm .45 ACP                                                                    | Argentinien                           | 1957   |
| Halcón ML-63                                       | Buenos Aires Halcon                                         |      | 9 × 19 mm                                                                            | Argentinien                           | 1957   |
| INA Model 953                                      | Industria National de Armas S.A.                            |      | .45 ACP                                                                              | Brasilien                             | 1950   |
| Interdynamic MP-9                                  | Interdynamic AB                                             |      | 9 × 19 mm                                                                            | Schweden                              | 1983   |
| Jati-Matic                                         | Tampereen Asepaja Oy                                        |      | 9 × 19 mm                                                                            | Finnland                              | 1982   |
| KP m/44                                            | Tikkakoski                                                  |      | 9 × 19 mm                                                                            | Finnland                              | 1944   |
| KGP-9                                              | FÉG                                                         |      | 9 × 19 mm                                                                            | Ungarn                                |        |
| KIS (weapon)                                       | Jan Piwnik's Ponury guerrilla unit                          |      | 9 × 19 mm                                                                            | Polen                                 | 1943   |
| KRISS Vector, Vector SMG                           | KRISS USA                                                   |      | 9 × 19 mm, 10 mm Auto, .45 ACP .40 S&W                                               | Vereinigte Staaten                    | 2009   |
| Labora Fontbernat M-1938                           |                                                             |      | 9 × 23 mm Largo                                                                      | Spanien                               | 1936   |
| Lanchester-Maschinenpistole                        | Sterling Armaments Company                                  |      | 9 × 19 mm                                                                            | Vereinigtes Königreich                | 1940   |
| Lehnar-Maschinenpistole                            |                                                             |      | 9 × 19 mm                                                                            | Argentinien                           | 1930   |
| Lercker-Pistole                                    |                                                             |      | .25 ACP                                                                              | Italien                               | 1950   |
| Lettet–Forsøgs-Maschinenpistole                    | Dansk Industri Syndikat                                     |      | 9 × 19 mm                                                                            | Dänemark                              | 1939   |
| Lusa-Maschinenpistole                              | INDEP                                                       |      | 9 × 19 mm                                                                            | Portugal                              | 1983   |
| M12                                                | Fabbrica d’Armi Pietro Beretta                              |      | 9 × 19 mm                                                                            | Italien                               | 1959   |
| M1918                                              | Fabbrica d’Armi Pietro Beretta                              |      | 9 mm Glisenti .22 lfB                                                                | Italien                               | 1918   |
| M2 Hyde                                            | Marlin Firearms                                             |      | .45 ACP                                                                              | Vereinigte Staaten                    | 1942   |
| M3                                                 | General Motors                                              |      | .45 ACP 9 × 19 mm                                                                    | Vereinigte Staaten                    | 1942   |
| M3                                                 | Fabbrica d’Armi Pietro Beretta                              |      | 9 × 19 mm                                                                            | Italien                               | 1956   |
| Zastava M49                                        | Zastava Arms                                                |      | 7,62 × 25 mm Tokarew M1930                                                           | Jugoslawien                           | 1949   |
| Reising M50                                        | Harrington & Richardson                                     |      | .45 ACP                                                                              | Vereinigte Staaten                    | 1941   |
| Zastava M56                                        | Zastava Arms                                                |      | 7,62 × 25 mm Tokarew M1930                                                           | Jugoslawien                           | 1956   |
| MAC-10                                             | Military Armament Corporation                               |      | .45 ACP                                                                              | Vereinigte Staaten                    | 1964   |
| MAC-11                                             | Military Armament Corporation                               |      | .380 ACP                                                                             | Vereinigte Staaten                    | 1972   |
| Madsen M-50                                        | Dansk Industri Syndikat                                     |      | 9 × 19 mm                                                                            | Dänemark                              | 1950   |
| MAS-38                                             | Manufacture d’armes de Saint-Étienne                        |      | 7,65 × 20 mm                                                                         | Frankreich                            | 1938   |
| MAT-49                                             | Manufacture Nationale d’Armes de Tulle                      |      | 9 × 19 mm 7,62 × 25 mm Tokarew M1930                                                 | Frankreich                            | 1949   |
| Mekanika Uru                                       | Mekanika Industria e Commercio                              |      | 9 × 19 mm                                                                            | Brasilien                             | 1977   |
| Mendoza HM-3                                       | Productos Mendoza                                           |      | 9 × 19 mm .380 ACP                                                                   | Mexiko                                | 1990er |
| Métral-Maschinenpistole                            |                                                             |      | 9 × 19 mm                                                                            | Schweiz                               | 1995   |
| MGD PM-9                                           |                                                             |      | 9 × 19 mm                                                                            | Frankreich                            | 1950   |
| MGP-Maschinenpistole                               | SIMA Electronica                                            |      | 9 × 19 mm                                                                            | Peru                                  | 1980er |
| MGP-15-Maschinenpistole                            | SIMA Electronica                                            |      | 9 × 19 mm                                                                            | Peru                                  | 1990   |
| MGV-176                                            | Gorenje Orbis                                               |      | .22 lfB                                                                              | Jugoslawien Slowenien                 | 1979   |
| Milkor BXP                                         | Milkor (Pty) Ltd                                            |      | 9 × 19 mm                                                                            | Südafrika                             | 1980er |
| Beretta M1918                                      | Fabbrica d’Armi Pietro Beretta                              |      | 9 mm Glisenti .22 lfB                                                                | Italien                               | 1918   |
| Beretta M1938                                      | Fabbrica d’Armi Pietro Beretta                              |      | 9 × 19 mm                                                                            | Italien                               | 1938   |
| Modern Sub Machine Carbine                         | OFT Trichy                                                  |      | 5,56×30mm MINSAS                                                                     | Indien                                | 2006   |
| Mors M1939                                         | Państwowa Fabryka Karabinów                                 |      | 9 × 19 mm                                                                            | Polen                                 | 1939   |
| Heckler & Koch MP 5                                | Heckler & Koch                                              |      | 9 × 19 mm 10 mm Auto .40 S&W                                                         | Deutschland                           | 1964   |
| Heckler & Koch MP 7                                | Heckler & Koch                                              |      | 4,6 × 30 mm                                                                          | Deutschland                           | 1999   |
| Bergmann MP 18                                     | Bergmann Waffenfabrik                                       |      | 9 × 19 mm                                                                            | Deutsches Reich                       | 1916   |
| Bergmann MP28                                      | Bergmann Waffenfabrik, unter Lizenz Firma Bayard (Belgien)  |      | 9 × 19 mm, 9 × 23 mm Bergmann-Bayard                                                 | Deutschland                           | 1928   |
| FN P90                                             | Fabrique Nationale Herstal                                  |      | 5,7 × 28 mm                                                                          | Belgien                               | 1990   |
| MP 34, zivil als Steyr-Solothurn S1-100 bezeichnet | Waffenfabrik Steyr                                          |      | 9 × 19 mm 9 mm Steyr 9 × 25 mm                                                       | Österreich                            | 1929   |
| Bergmann MP 35                                     | Bergmann Waffenfabrik                                       |      | 9 × 19 mm                                                                            | Deutsches Reich                       | 1932   |
| MP 38                                              | Erma Werke                                                  |      | 9 × 19 mm                                                                            | Deutsches Reich                       | 1938   |
| MP 40                                              | Steyr-Mannlicher Erma Werke                                 |      | 9 × 19 mm                                                                            | Deutsches Reich                       | 1938   |
| Schmeisser MP 41                                   | C. G. Haenel                                                |      | 9 × 19 mm                                                                            | Deutsches Reich                       | 1941   |
| MP 41/44                                           | Eidgenössische Waffenfabrik                                 |      | 9 × 19 mm                                                                            | Schweiz                               | 1919   |
| MP 3008                                            |                                                             |      | 9 × 19 mm                                                                            | Deutsches Reich                       | 1945   |
| Mx4 Storm                                          | Fabbrica d’Armi Pietro Beretta                              |      | 9 × 19 mm .45 ACP                                                                    | Italien                               | 2003   |
| Onorati SMG                                        | Umberto Onorati                                             |      | 9 × 19 mm                                                                            | Italien                               | 1936   |
| Orita M1941                                        | Uzinele Metalurgice Copșa Mică și Cugir                     |      | 9 × 19 mm                                                                            | Rumänien                              | 1941   |
| OTS-02 Kiparis                                     | KBP Tula                                                    |      | 9 × 18 mm                                                                            | Sowjetunion                           | 1972   |
| Owen-Maschinenpistole                              | Lysaght’s Works                                             |      | 9 × 19 mm                                                                            | Australien                            | 1939   |
| Parinco mod. 3R                                    | Parinco                                                     |      | 9 × 19 mm                                                                            | Spanien                               | 1959   |
| Pindad PM2                                         | PT Pindad                                                   |      | 9 × 19 mm                                                                            | Indonesien                            |        |
| Pistol Mitralieră model 1996 RATMIL                | ROMARM via Uzinele Mecanice Cugir                           |      | 9 × 19 mm                                                                            | Rumänien                              | 1996   |
| PP-19 Bison                                        | Ischmasch                                                   |      | 9 × 18 mm 9 × 19 mm .380 ACP 7,62 × 25 mm Tokarew M1930                              | Russland                              | 1993   |
| PP-19-01 Witjas                                    | Ischmasch                                                   |      | 9 × 19 mm                                                                            | Russland                              | 2004   |
| PP-90                                              | KBP Tula                                                    |      | 9 × 18 mm                                                                            | Sowjetunion                           | 1990er |
| PP-90M1                                            | KBP Tula                                                    |      | 9 × 19 mm                                                                            | Sowjetunion                           | 1990er |
| PP-91 KEDR                                         | Ischmasch                                                   |      | 9 × 18 mm                                                                            | Sowjetunion                           | 1970er |
| PP-93                                              | KBP Tula                                                    |      | 9 × 18 mm                                                                            | Russland                              | 1993   |
| PP-2000                                            | KBP Tula                                                    |      | 9 × 19 mm                                                                            | Russland                              | 2004   |
| PPD-40                                             |                                                             |      | 7,62 × 25 mm Tokarew M1930                                                           | Sowjetunion                           | 1934   |
| PPS-43                                             |                                                             |      | 7,62 × 25 mm Tokarew M1930                                                           | Sowjetunion                           | 1942   |
| PPSch-41                                           |                                                             |      | 7,62 × 25 mm Tokarew M1930                                                           | Sowjetunion                           | 1941   |
| QCW-05                                             | China South Industries Group                                |      | 5,8×21 mm DCV05                                                                      | Volksrepublik China                   | 2001   |
| Rexim-Favor                                        | Rexim Small Arms Company                                    |      | 9 × 19 mm                                                                            | Schweiz                               | 1953   |
| Ruger MP9                                          | Sturm, Ruger & Co.                                          |      | 9 × 19 mm                                                                            | Vereinigte Staaten                    | 1995   |
| Shipka                                             | Arsenal AD                                                  |      | 9 × 18 mm 9 × 19 mm                                                                  | Bulgarien                             | 1996   |
| S&T Daewoo XK9                                     | S&T Motiv                                                   |      | 9 × 19 mm                                                                            | Südkorea                              | 2003   |
| Samopal vz. 48                                     |                                                             |      | 9 × 19 mm 7,62 × 25 mm Tokarew M1930                                                 | Tschechoslowakei                      | 1948   |
| Saab Bofors Dynamics CBJ-MS                        | Saab Bofors Dynamics                                        |      | 9 × 19 mm 6,5×25 CBJ-MS                                                              | Schweden                              | 2000er |
| Sanna 77                                           |                                                             |      | 9 × 19 mm                                                                            | Südafrika Rhodesien                   | 1970er |
| SIG MKMO/MKPO/MKMS/MKPS                            | Schweizerische Industrie-Gesellschaft                       |      | 9 × 25 mm Mauser, 7,63 × 25 mm Mauser, 7,65 × 21 mm Parabellum, 9 × 19 mm Parabellum | Schweiz                               | 1930   |
| Škorpion                                           | Česká zbrojovka (Uherský Brod)                              |      | .32 ACP                                                                              | Tschechoslowakei                      | 1961   |
| Socimi Typ 821                                     | Societa Costruzioni Industriali Milano Luigi Franchi S.p.A. |      | 9 × 19 mm                                                                            | Italien                               | 1983   |
| Sola-Maschinenpistole                              | Societe Luxembourgeoise SA                                  |      | 9 × 19 mm                                                                            | Luxemburg                             | 1952   |
| Spectre M4                                         | Società Italiana Tecnologie Speciali S.p.A                  |      | 9 × 19 mm                                                                            | Italien                               | 1980   |
| SR-2 Weresk                                        | ZNIITotschMasch                                             |      | 9 × 21 mm Gjursa                                                                     | Russland                              | 1999   |
| Star Si35                                          | Star Bonifacio Echeverria, S.A.                             |      | 9 × 23 mm Bergmann-Bayard                                                            | Spanien                               | 1930er |
| Star Z-45                                          | Star Bonifacio Echeverria, S.A.                             |      | 9 × 23 mm Bergmann-Bayard, 9 × 19 mm                                                 | Spanien                               | 1945   |
| Star Z-62                                          | Star Bonifacio Echeverria, S.A.                             |      | 9 × 23 mm Bergmann-Bayard, 9 × 19 mm                                                 | Spanien                               | 1962   |
| Star Z-84                                          | Star Bonifacio Echeverria, S.A.                             |      | 9 × 19 mm                                                                            | Spanien                               | 1985   |
| Sten Gun                                           | Royal Small Arms Factory BSA                                |      | 9 × 19 mm                                                                            | Vereinigtes Königreich                | 1940   |
| Sterling-Maschinenpistole                          | Sterling Armaments Company Royal Ordnance Factories         |      | 9 × 19 mm                                                                            | Vereinigtes Königreich                | 1944   |
| Suomi M-31                                         | Tikkakoski                                                  |      | 9 × 19 mm                                                                            | Finnland                              | 1921   |
| TEC-9                                              | Intratec                                                    |      | 9 × 19 mm                                                                            | Vereinigte Staaten                    | 1985   |
| Thompson-Maschinenpistole                          | Auto-Ordnance Company                                       |      | .45 ACP                                                                              | Vereinigte Staaten                    | 1917   |
| Tokarew Modell 1927                                |                                                             |      | 7,62 × 38 mm Nagant                                                                  | Sowjetunion                           | 1927   |
| Typ 64 Maschinenpistole                            | Norinco                                                     |      | 7,62 × 25 mm Typ 51                                                                  | Volksrepublik China                   | 1964   |
| Typ 77 Maschinenpistole                            | Hsing Hua Arsenal                                           |      | 9 × 19 mm                                                                            | Volksrepublik China                   | 1985   |
| Typ 79 Maschinenpistole                            | Norinco                                                     |      | 7,62 × 25 mm Tokarew M1930                                                           | Volksrepublik China                   | 1970   |
| Typ 80                                             | Norinco                                                     |      | 7,62 × 25 mm Tokarew M1930                                                           | Volksrepublik China                   | 1980   |
| Typ 85 Maschinenpistole                            |                                                             |      | 7,62 × 25 mm Tokarew M1930                                                           | Volksrepublik China                   | 1980er |
| Typ 100 Maschinenpistole                           |                                                             |      | 8 × 22 mm Nambu                                                                      | Japan                                 | 1939   |
| TZ-45                                              | Fabbrica Fratelli Giandoso                                  |      | 9 × 19 mm                                                                            | Italien                               | 1944   |
| Heckler & Koch UMP                                 | Heckler & Koch                                              |      | .45 ACP .40 S&W 9 × 19 mm                                                            | Deutschland                           | 1998   |
| United Defense M42                                 | United Defense Supply Corp                                  |      | 9 × 19 mm .45 ACP                                                                    | Vereinigte Staaten                    | 1942   |
| Uzi                                                | Israel Military Industries                                  |      | 9 × 19 mm .45 ACP                                                                    | Israel                                | 1948   |
| Vigneron-Maschinenpistole                          |                                                             |      | 9 × 19 mm                                                                            | Belgien                               | 1950er |
| Villar-Perosa M1915                                | Abiel Revelli, Officine di Villar Perosa (OVP), Fiat        |      | 9 × 19 mm Glisenti                                                                   | Italien                               | 1915   |
| Walther MP                                         | Carl Walther GmbH                                           |      | 9 × 19 mm .380 ACP                                                                   | Deutschland                           | 1963   |
| WG66                                               |                                                             |      | 7,62 × 25 mm Tokarew M1930                                                           | Deutsche Demokratische Republik       | 1966   |
| Zagi M-91                                          | Likaweld                                                    |      | 9 × 19 mm                                                                            | Jugoslawien Kroatien                  | 1991   |
| ZB-47                                              | Zbrojovka Brno                                              |      | 9 × 19 mm                                                                            | Tschechoslowakei                      | 1947   |
| ZK-383                                             |                                                             |      | 9 × 19 mm                                                                            | Tschechoslowakei                      | 1930   |